# Joseph Vincent Dominique Fabre
Joseph Vincent Dominique Fabre dit  Fabrefond , né le 23 janvier 1752 à Carcassonne (Languedoc), mort le 23 octobre 1826 à Bourges (Cher), est un général français de la Révolution et de l’Empire.

## États de service
Il s'engage le 2 décembre 1768, au régiment Royal-Roussillon, il sert en Corse en 1768-1769 et le 20 juin 1771, il déserte.
Officier de cavalerie, il lève un régiment en 1792 appelé Hussards des Éclaireurs de Fabrefonds, plus connu ensuite sous le nom de 8e Régiment de Hussards.
En octobre 1792, il est fait capitaine commandant le corps des Hussards des Éclaireurs de Fabrefonds, affecté à l'armée de la Moselle. Il est nommé le 20 février 1793, Chef de brigade du 8e Régiment de Hussards (anciennement éclaireurs volontaires de Fabrefonds), et il est promu Général de brigade le 6 mai 1793, à l’armée de l’Ouest à la Rochelle. 
À la suite du procès des Dantonistes, et à l’exécution de son frère, Fabre d'Eglantine le 5 avril 1794, il est arrêté par ordre du comité révolutionnaire de Carcassonne et incarcéré le 13 avril 1794. libéré après le coup d'État du 9 Thermidor an II (27 juillet 1794), il est remis en activité en juillet 1795, et il est réformé en novembre 1795.
En janvier 1796, il rejoint l’armée d’Italie, et il est mis à la retraite le 30 juillet 1796.

## Sources
- (en) « Generals Who Served in the French Army during the Period 1789 - 1814: Eberle to Exelmans »
- Thierry Pouliquen, « Les généraux français et étrangers ayant servis [sic] dans la Grande Armée » (consulté le 22 octobre 2013)
- (pl) « Napoléon.org.pl »
- Georges Six, Dictionnaire biographique des généraux & amiraux français de la Révolution et de l'Empire (1792-1814), Paris : Librairie G. Saffroy, 1934, 2 vol., p. 436-437